# التكاليف غير المباشرة (هندسة)
في الهندسة، تتطلب بعض الأساليب أو المكونات احتياجات إضافية للنظام. تُعد السمات الإضافية للتصميم ضرورية لتلبية هذه الاحتياجات والتي يُطلق عليها التكاليف غير المباشرة. وهي تشير إلى مصروفات لا ترتبط مباشرة بالإنتاج ولا ببيع المنتج. على سبيل المثال، في الهندسة الكهربائية، قد تستهلك دائرة متكاملة محددة تيارًا هائلاً، مما يتطلب دوائر توصيل طاقة قوية وآلية تبديد للحرارة. في لغة الرقم القابلة للامتداد (XML) قد يكتب التاريخ 2011-07-12 07:18:47.0000+0000 على النحو التالي مع 180 حرفًا كعبء إضافي، مع إضافة السياق الدلالي الذي يعكس أنه تغيير السطر الذي يضم CHANGEDATE ليضم أيضًا index 1.
```
              <DATETIME qualifier="CHANGEDATE" index="1">
                 <YEAR>2011</YEAR>
                 <MONTH>07</MONTH>
                 <DAY>12</DAY>
                 <HOUR>07</HOUR>
                 <MINUTE>18</MINUTE>
                 <SECOND>47</SECOND>
                 <SUBSECOND>0000</SUBSECOND>
                 <TIMEZONE>+0000</TIMEZONE>
              </DATETIME>
```